# Zodarion lutipes
Zodarion lutipes är en spindelart som först beskrevs av O. Pickard-Cambridge 1872.  Zodarion lutipes ingår i släktet Zodarion och familjen Zodariidae. Inga underarter finns listade i Catalogue of Life.